# Trachyuropoda multituberosa
Trachyuropoda multituberosa es una especie de arácnido del orden Mesostigmata de la familia Trachyuropodidae.

## Distribución geográfica
Se encuentra en Austria.